# Paradoxo da loteria
O Paradoxo da loteria de Henry E. Kyburg, Jr. surge ao considerar que em 1000 bilhetes de loteria, se forem justos, tem exatamente um bilhete vencedor. Se esse fato é conhecido sobre a realização do sorteio, por isso, é racional aceitar que algum bilhete será o vencedor. Suponha que um evento é muito provável apenas se a probabilidade deste acontecer é maior que 0.99. Com isso é racional aceitar a proposição que o bilhete 1 da loteria não ganhará. Partido do principio que a loteria é justa, é racional aceitar que o bilhete 2 não ganhará, de fato; é racional aceitar que para qualquer bilhete i da loteria, este não ganhará. Entretanto, aceitando que o bilhete 1 não ganhará, aceitando que o bilhete 2 não ganhará, e expandindo, até aceitar que o bilhete 1000 não ganhará: isso implica que é racional aceitar que nenhum bilhete ganhará, o que implica que é racional aceitar a contraditória proposição que um bilhete vence e nenhum bilhete vence.
O paradoxo da loteria foi construádo para demonstrar que os três principios que regem a aceitação raciona levam a contradição, são:
- É racional aceitar que uma proposição que é muito provável é verdadeira
- É irracional aceitar que uma proposição que é conhecida é inconsistente, e
- Se é racional aceitar uma proposição A e se é racional aceitar uma outra proposição A', então é racional aceitar A & A', são conjuntamente inconsistente.

O paradoxo permanece interessante pois levantam muitos problemas nas fundamentações da representação do conhecimento e argumentação incerta: a relação entre falível, corrigível e consequência lógica; O papel da consistência, evidência estatística e probabilidade de fixação; A força precisa normativa da consistência lógica e probabilística na crença racional.

## História
A primeira publicação do paradoxo da loteria apareceu em 1961, Kyburg, Probabilidade e a Lógica da Crença Racional, entretanto a primeira formulação do paradoxo apareceu em "Probabilidade e Aleatoriedade", um documento deixado no encontro da Associação de Lógica Simbólica, em 1959, e no Congresso Internacional de Historia e Filosofia da ciência, em 1960, porém publicado no jornal Teoria, em 1963. Esse documento foi reimpresso in Kyburg (1987).

## Variação do paradoxo por Smullyan
Raymond Smullyan apresentou a seguinte variação do paradoxo da loteria: Ou você é inconsistente, ou é conceituado. Partindo do principio que o cérebro humano é infinito, existem infinitos números de proposições p
1…p
n que você acredita. Porém a menos que você seja conceituado, você sabe que as vezes comete erros, e que nem tudo que você acredita é verdade. Entretanto, se você não é conceituado, você sabe que algum p
i é falso. Mas ainda sim você acredita em cada p
i individualmente. Isso é inconsistência.(Smullyan 1978, p. 206)

## Uma pequena parada pela literatura
O paradoxo da loteria se tornou um tópico central na epistemologia, e a enorme literatura ao redor desse enigma ameaça o proposito original. Kyburg propôs o experimento do pensamento para atravessar as características das inovadoras ideias em probabilidade, as quais  são construídas baseados os dois primeiros princípios listados acima, e rejeitando o último. Para kyburg, o paradoxo da loteria não é realmente um paradoxo: sua solução é restringir a agregação.
Mesmo assim, para probabilísticos ortodoxos o segundo e terceiro principio são primários, então o primeiro principio é rejeitado. Aqui também você verá rejeições as quais realmente não existe paradoxo, e sim um erro: a solução é rejeitar o primeiro principio com a ideia de aceitação racional. Para qualquer um com conhecimento básico de probabilidade, o primeiro principio deveria ser rejeitado: para um evento muito provável, a crença racional sobre esse evento é que este é muito provável, não que este é verdade.
A maioria das literaturas em epistemologia enfoca o enigma pelo ponto de vista ortodoxo e lida com as consequências particulares enfrentadas por fazê-lo, razões pela qual a loteria está ligada ao ceticismo(por exemplo, Klein 1981),e as condições para afirmar reivindicações de conhecimento (por exemplo, JP Hawthorne 2004). É comum também ser achado resoluções propostas para o enigma que aumentam as características particulares do experimento de pensamento da loteria (por exemplo, Pollock 1986), em que se faz comparações entre o paradoxo da loteria e outros epistêmicos, como preface paradox de David Makinson, e para "loterias" tendo diferentes estruturas. Essa estratégia é atribuída em Kyburg em 1997 e também em Wheeler 2007. Uma bibliografia estendida for incluída (Wheeler 2007).
Logicos filosóficos e pesquisadores de IA têm estado interessados em reconsiliar versões enfraquecidas dos três principios, e existem vvárias maneiras de fazer isso, incluindo crença logica de Jum Hawthornr e Luc Boven (1999), uso de 1- capacidade monotonica de Gregory Wheeler, aplicações da logica preservacionistas paraconsistente de Bryson Brown(1999), Um apelo a logica comunicativa não-momnotônica de Igor Douven e Timothy Williamson(2006), Uso da logica de modelo minimo modal (clássica) de Horacio Arlo-Costa(2007), e uso de Probabilidade de primeira ordem Joe Halpern (2003)
Finalmente, filósofos da ciência, cientistas de decisão, e estatístico estão inclinados a ver o paradoxo da loteria como um exeplo proximo das complicações encontradas em construção de métodos de princípios para agregar informação incerta, a qual é uma disciplina de um jornal dedicado Information Fusion, em adição a continuação a áreas gerais de jornais.